# Calathea zebrina
Calathea zebrina là một loài thực vật có hoa trong họ Marantaceae. Loài này được (Sims) Lindl. mô tả khoa học đầu tiên năm 1829.

## Hình ảnh

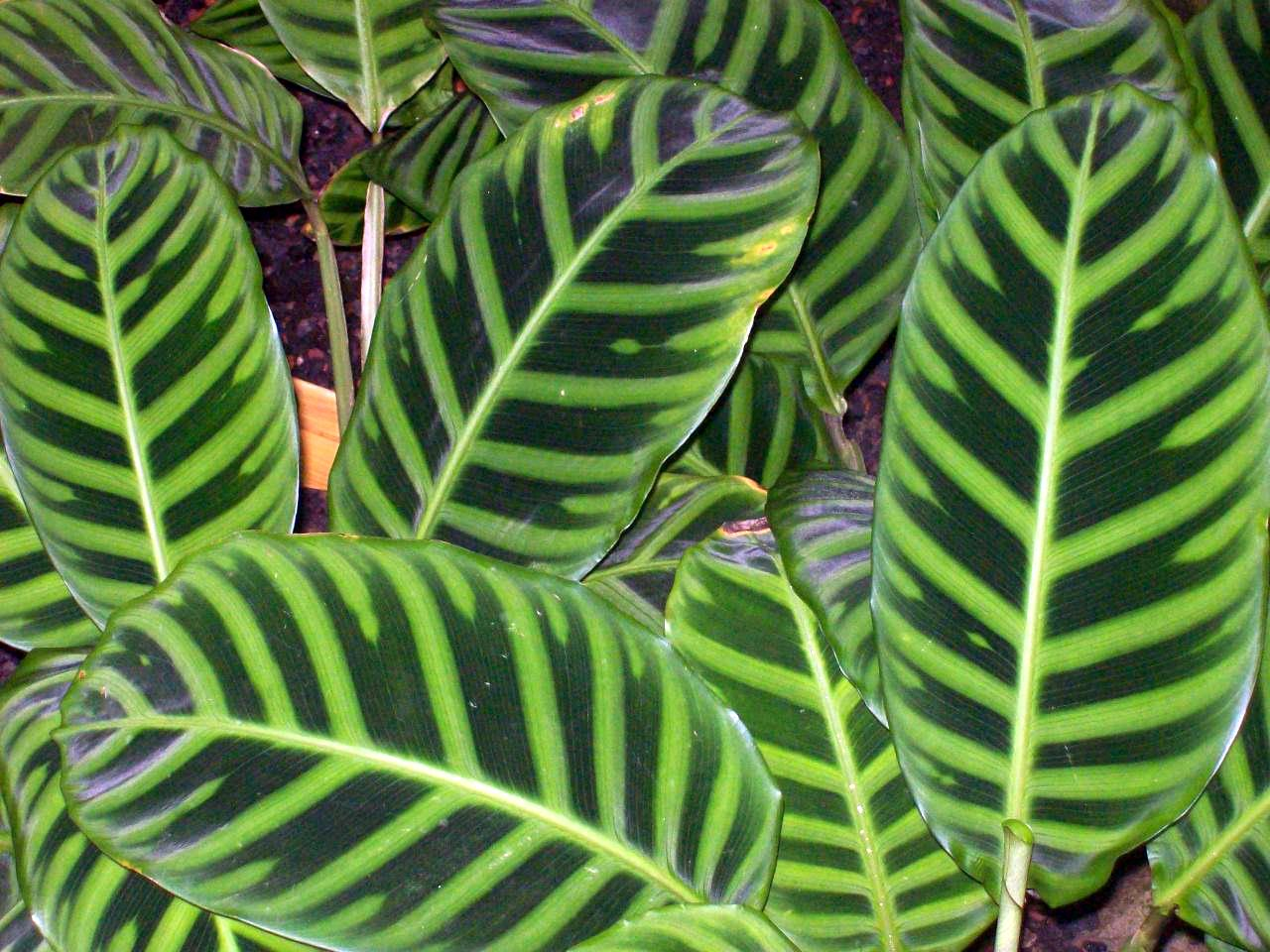
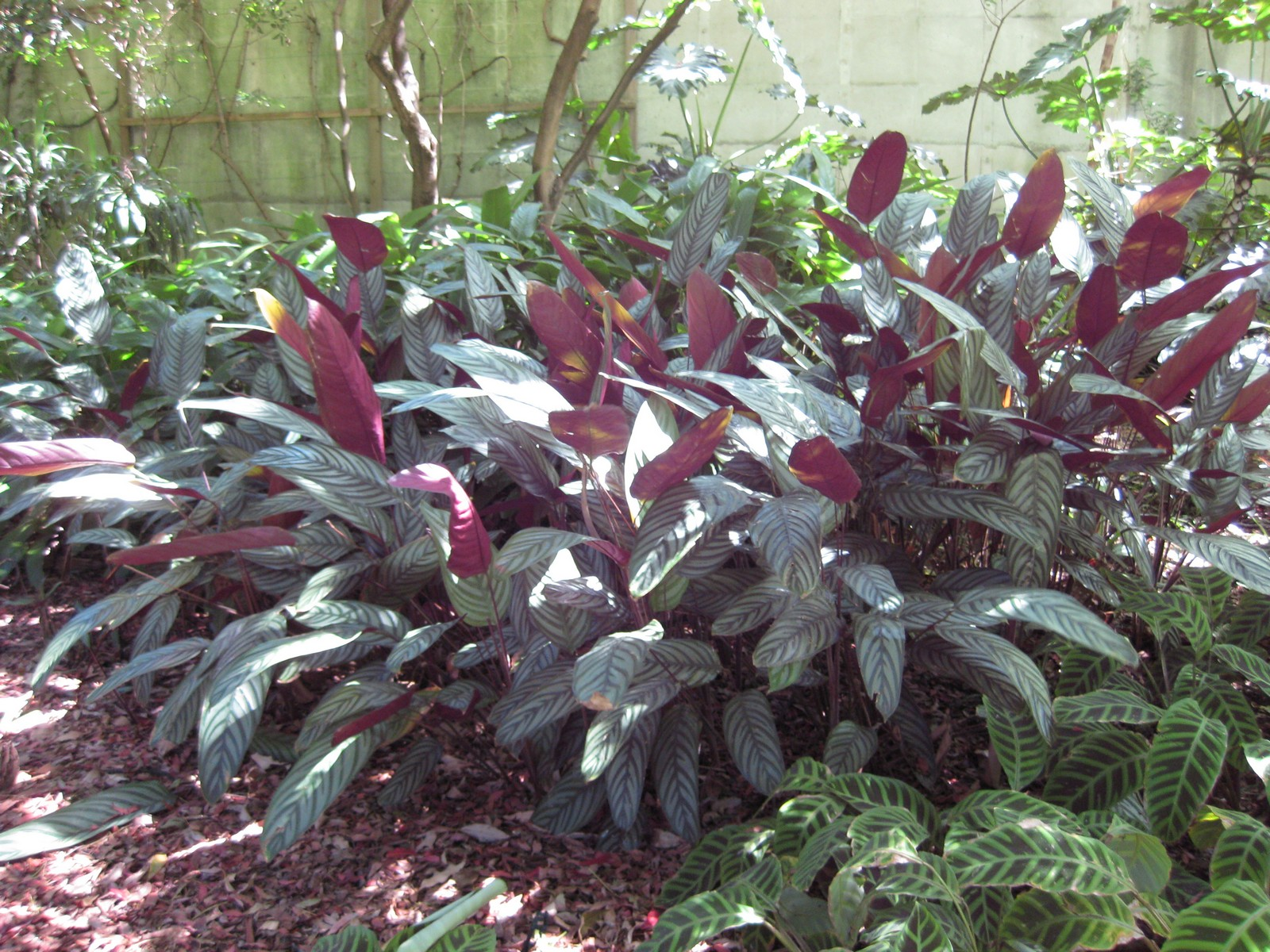
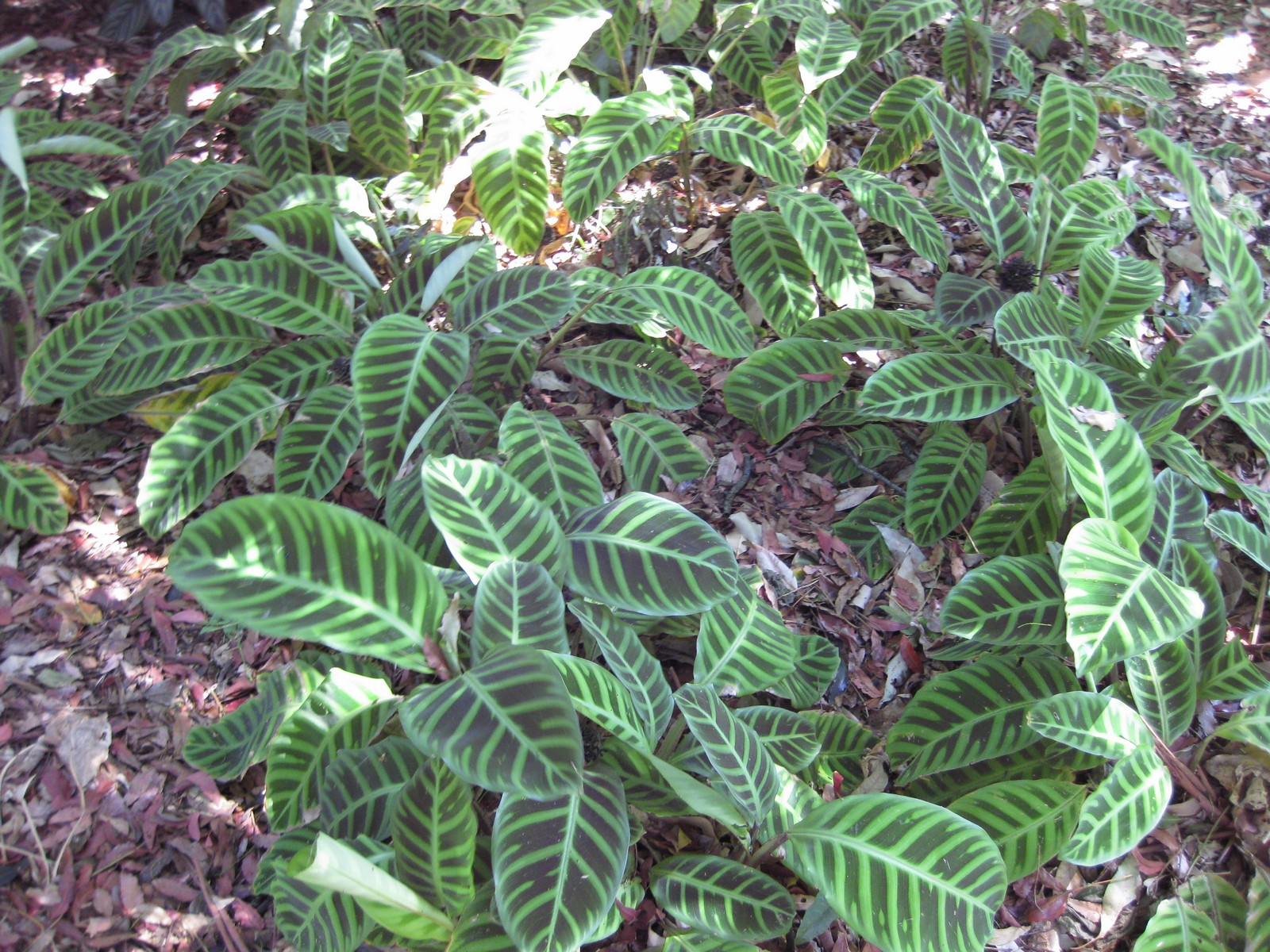
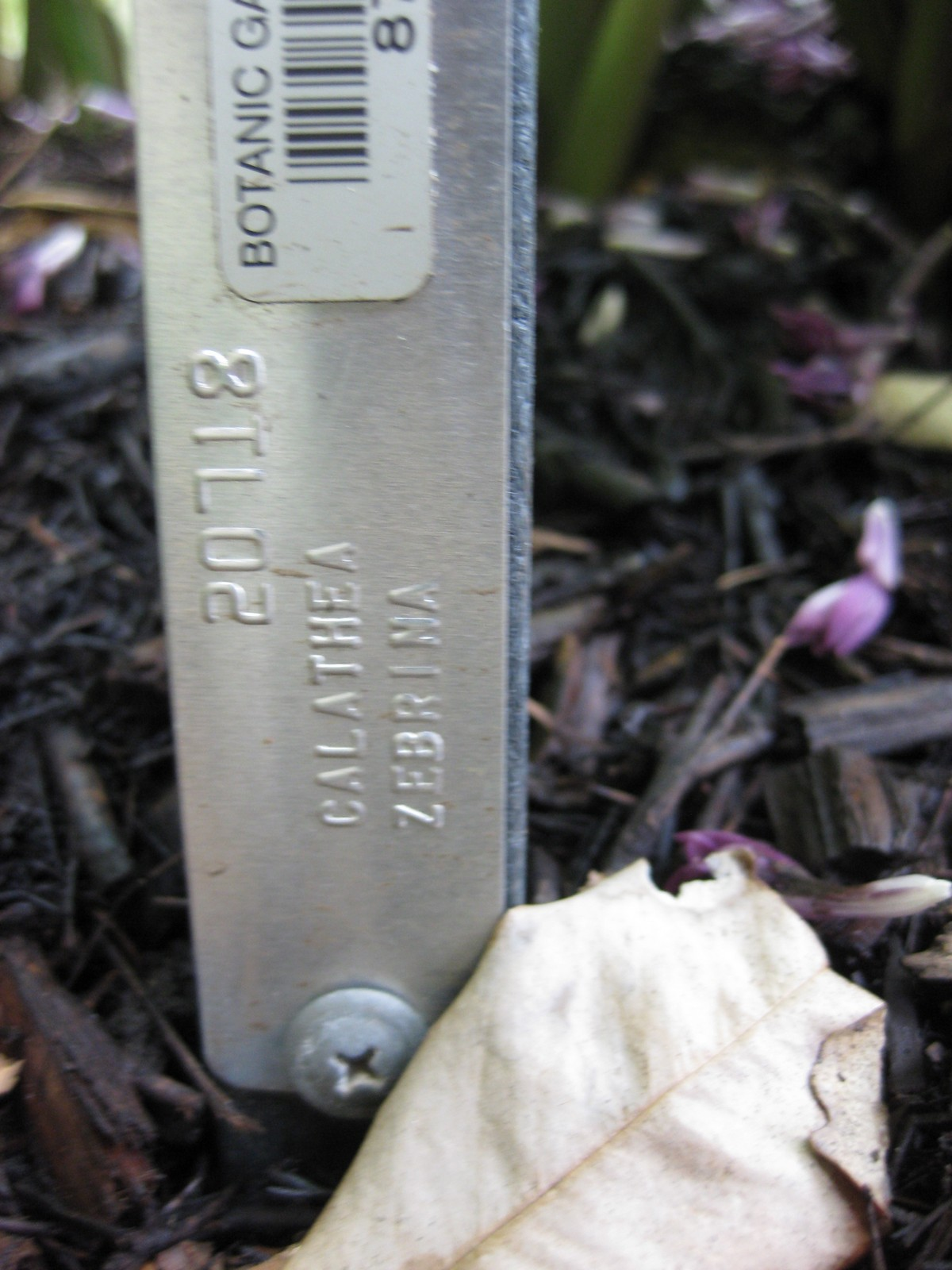